# Harrison Schmitt
Harrison Hagan "Jack" Schmitt (Santa Rita, 3 de julho de 1935) é um astronauta, geólogo e ex-senador dos Estados Unidos. Foi um dos integrantes da missão Apollo 17, a última a pousar na Lua, em dezembro de 1972. Nesta missão, ele se tornou o primeiro membro do grupo de astronautas–cientistas da NASA a ir ao espaço.
Ele continua a ser o único cientista profissional a ter voado em uma órbita para fora da Terra e a ter visitado a Lua. Ele foi um membro bastante influente da comunidade de geólogos do Programa Apollo e, antes de começar sua própria preparação para a missão, fazia parte da equipe de cientistas que fazia treinamento rotineiro visando uma viagem à Lua.

## NASA
Antes de se juntar à NASA, como membro de primeira equipe de astronautas-cientistas da agência espacial, em 1965, “Jack” Schmitt trabalhou no Centro de Astrogeologia dos Estados Unidos, onde realizou diversas experiências e desenvolveu técnicas de geologia de campo, que viriam a ser utilizadas pelas tripulações das missões Apollo.  Após sua admissão na agência espacial, ele exerceu um papel chave no treinamento dos astronautas da Apollo, para ajudá-los a ser bons observadores geológicos, quando estivessem na órbita lunar, e competentes geólogos de campo na superfície do satélite. Ao fim de cada missão, ele participava dos exames e avaliações do material recolhido e ajudava as equipes nos aspectos científicos de suas missões.
Como ele era o único geólogo profissional no time de astronautas e havia se graduado na pilotagem dos módulos de comando e lunar, não foi surpresa quando foi escolhido para se tornar tripulante da última das missões lunares, a Apollo 17, onde exerceu um trabalho fundamental no exame e coleta de materiais rochosos da região lunar de Taurus-Littrow, em companhia do comandante da missão, Eugene Cernan. Durante a missão, ele recolheu do solo lunar a rocha designada como "Troctolite 76535",  que vem sendo chamada de  "sem dúvida a mais interessante amostra rochosa trazida da Lua". Entre outras distinções, ela é uma peça central nas evidências que sugerem que a Lua um dia teve um campo magnético ativo.
Na volta para a Terra, Schmitt tirou uma das mais famosas e divulgadas fotografias da terra vista do espaço, batizada como A Bolinha Azul, mostrando integralmente todo o planeta azul e esférico brilhando no espaço.

## Política
Em agosto de 1975, Harrison Schmitt deixou a NASA para concorrer ao senado americano pelo Partido Republicano, sendo eleito senador pelo estado do Novo México, seu estado natal. Derrotado nas eleições para um segundo mandato, passou a trabalhar como consultor em geologia, espaço e políticas públicas.
Ainda na atualidade, continua advogando o retorno à Lua, para que se possa utilizar o satélite como fonte de hélio-3, um tipo de isótopo radioativo de hélio abundante na Lua, combustível fundamental para o desenvolvimento de reatores nucleares a serem usados como propulsores de motores de naves espaciais, capaz de atingir velocidades muito maiores que as atuais, possibilitando a exploração espacial dos satélites e planetas mais distantes do nosso sistema solar.